# 4月20日
4月20日（しがつはつか）は、グレゴリオ暦で年始から110日目（閏年では111日目）にあたり、年末まではあと255日ある。

## できごと

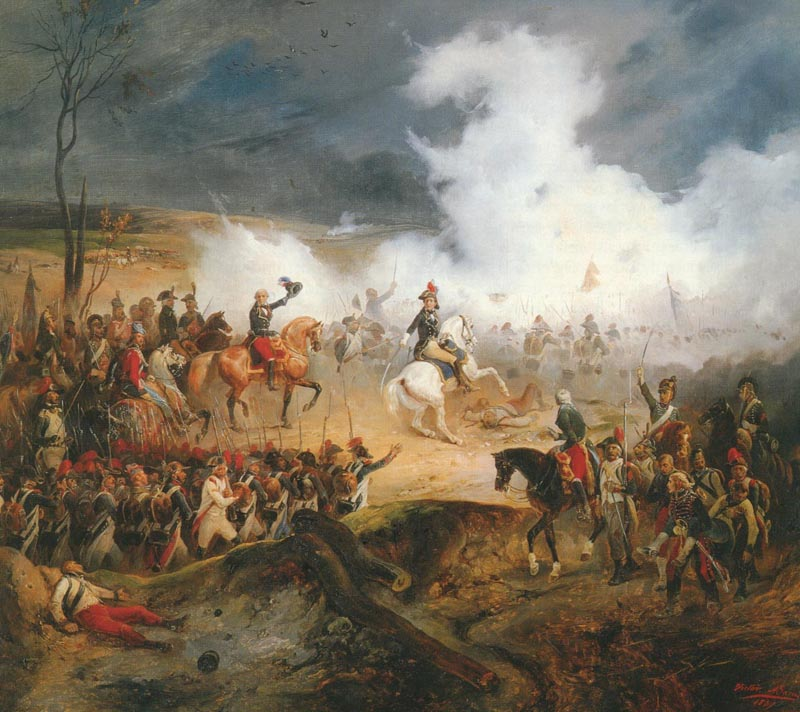
フランス革命戦争始まる。画像は11月のヴァルーの戦い

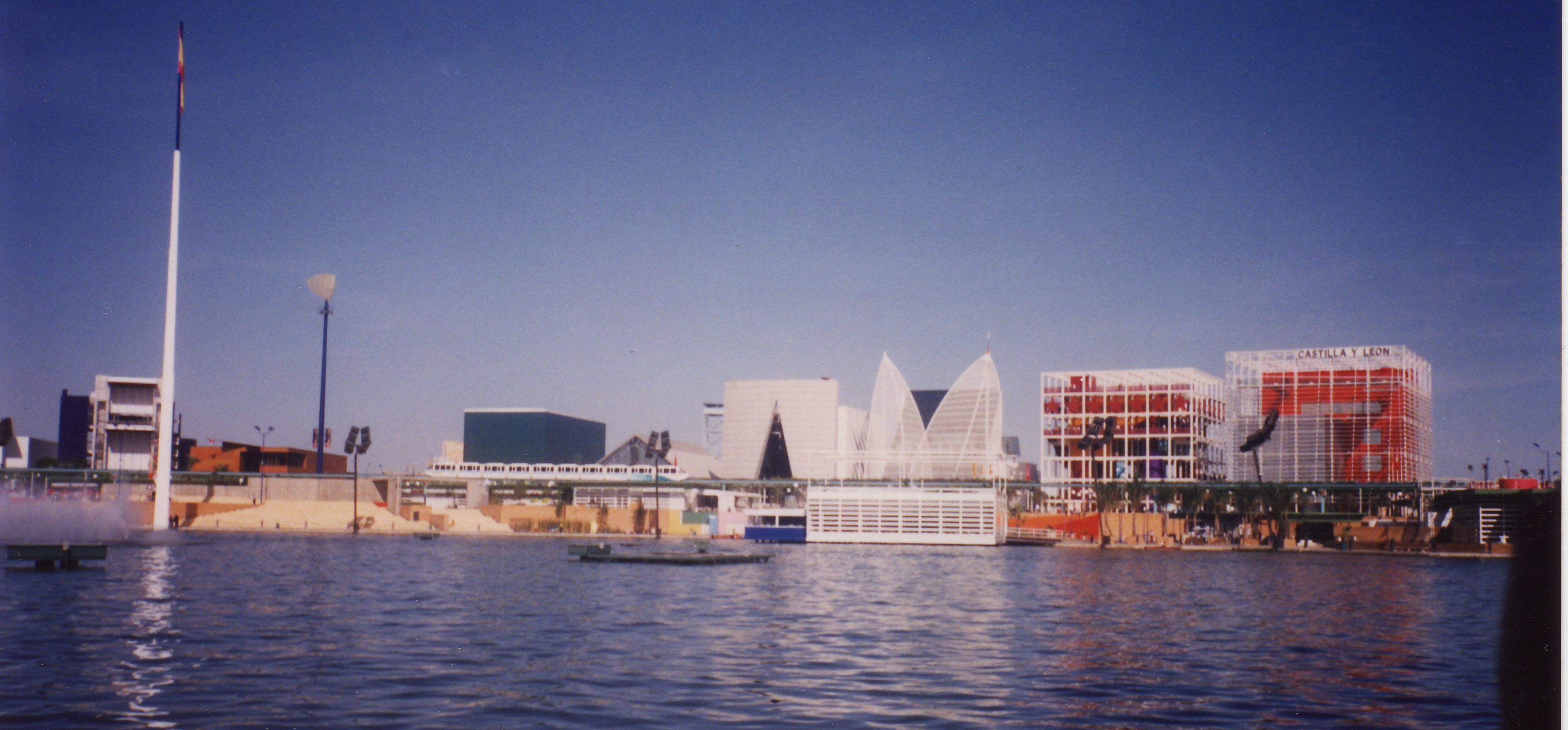
セビリア万博開幕(1992)

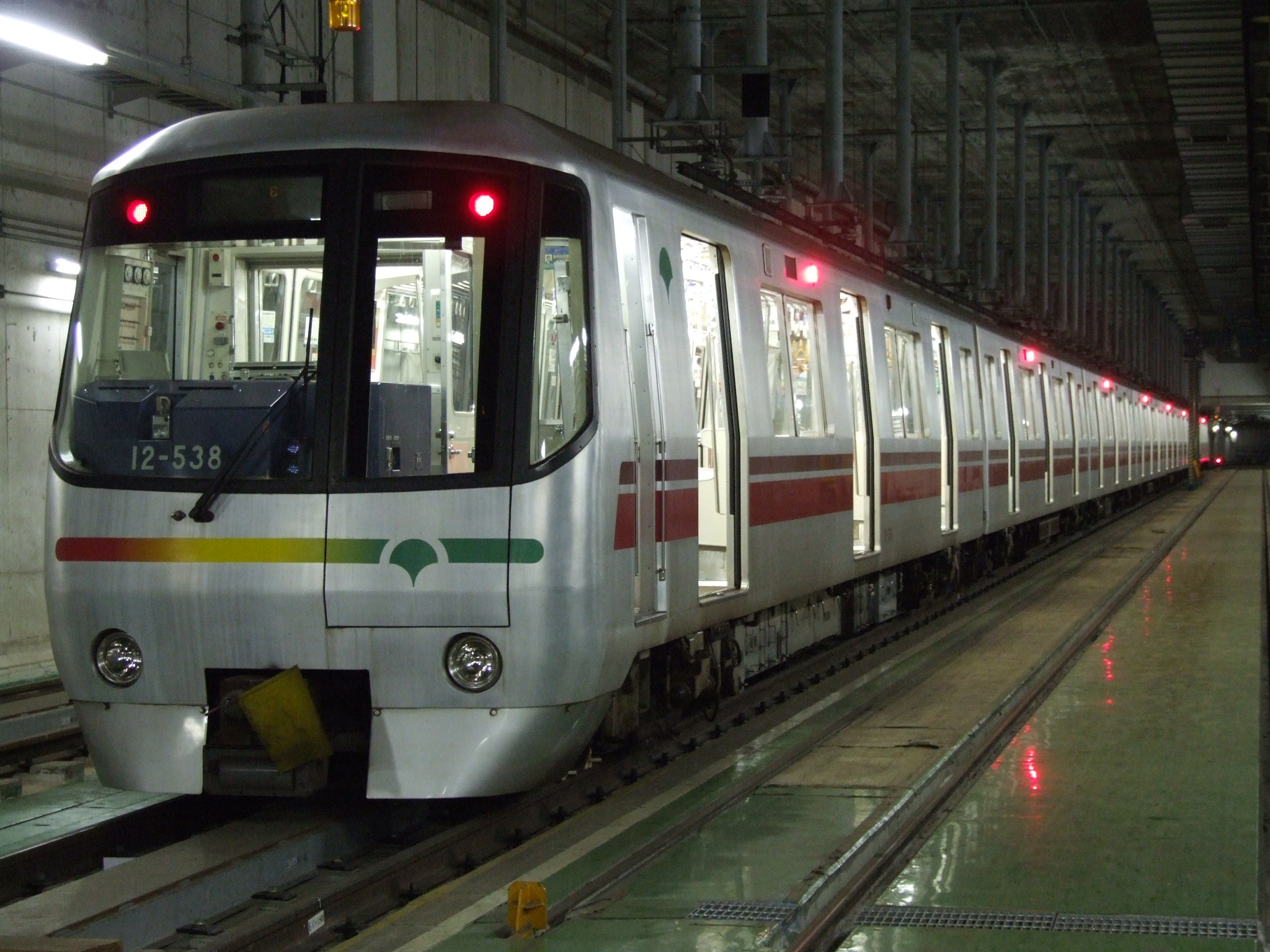
都営地下鉄12号線が大江戸線に改称(2000)

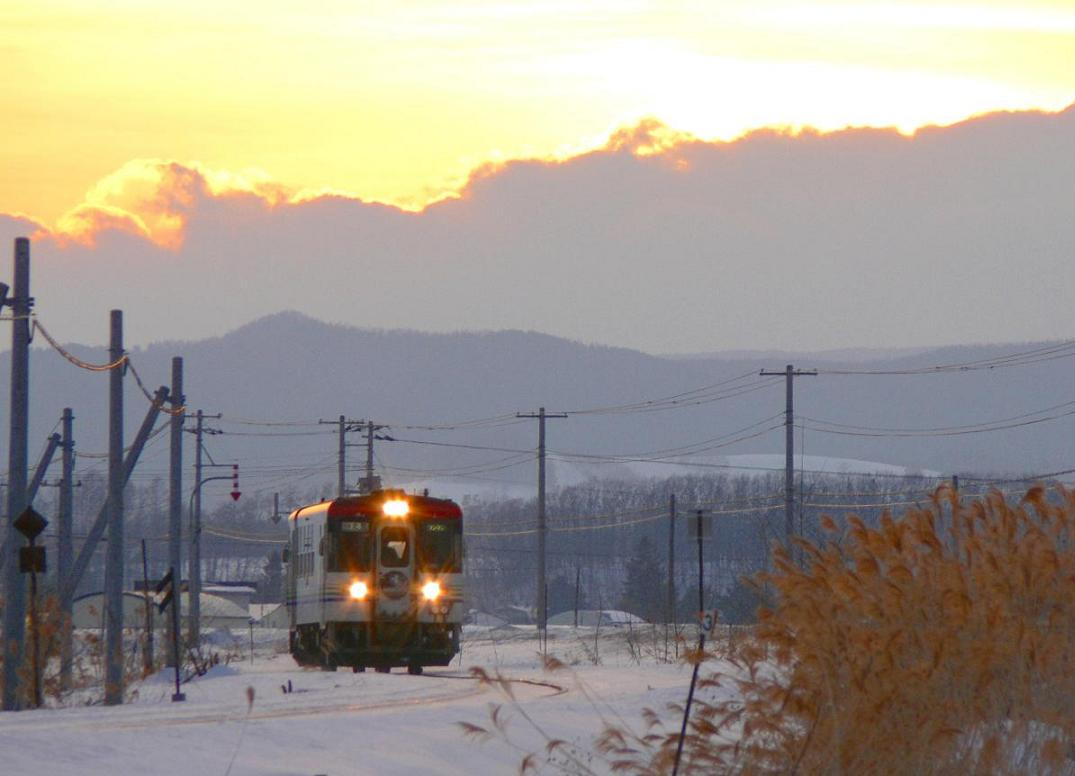
北海道ちほく高原鉄道ふるさと銀河線が最終営業(2006)。翌4月21日全線廃止。

- 730年（天平2年3月29日） - 薬師寺東塔（三重塔）が建立。
- 1303年 - ローマ・ラ・サピエンツァ大学設立。
- 1580年（天正8年閏3月7日） - 石山合戦: 織田信長と石山本願寺が和議。顕如が石山を退去し、戦闘行為を停止。
- 1598年（慶長3年3月15日） - 豊臣秀吉が京都・醍醐寺で最後の花見を行う。（醍醐の花見）
- 1653年 - オリバー・クロムウェルがクーデターを起こしランプ議会（長期議会）を解散させる。
- 1775年 - アメリカ独立戦争: ボストン包囲戦が始まる。
- 1775年 - アメリカ独立戦争: 火薬事件発生。
- 1792年 - フランスがオーストリアに宣戦し、フランス革命戦争が始まる。
- 1810年 - カラカス市参事会がスペインからの独立を宣言。
- 1854年（嘉永7年3月23日） - ロシア使節プチャーチンが前年に続いて再び長崎に来航。
- 1871年（明治4年3月1日） - 東京・京都・大阪に62ヶ所の郵便役所を設置し、元四日市町（現東京都中央区日本橋一丁目）に四日市郵便役所が開局され業務を開始[1]。（郵政記念日）
- 1901年 - 日本初の女子大学・日本女子大学校が開学[2]。
- 1906年 - 鉄道国有法施行。
- 1914年 - 朝日新聞で、夏目漱石の小説『心 先生の遺書』（後に『こゝろ』に改題）が連載開始。8月11日まで。
- 1917年 - 第13回衆議院議員総選挙が行われる。
- 1920年 - 第7回夏季オリンピック・アントワープ大会開幕。9月12日まで。
- 1927年 - 日本で田中義一が第26代内閣総理大臣に就任し、田中義一内閣が発足。
- 1928年 - 朱徳率いる国民革命軍の蜂起部隊（鉄軍）と毛沢東の農民武装部隊とが井崗山で合流し、中国工農革命軍第四軍（紅軍）を結成。
- 1939年 - アドルフ・ヒトラーの50歳の誕生日（英語版）。ナチス・ドイツがこの日を休日とし、ベルリンで大規模な軍事パレードを行う。
- 1946年 - 国際連盟が解散[3]。
- 1947年 - 第1回参議院議員通常選挙。日本社会党が47議席で第一党となる。
- 1947年 - 長野県飯田市で大規模な火災が発生。（飯田大火）
- 1948年 - 第1回中華民国総統選挙。最初で最後の中国全域での中華民国総統選挙。
- 1953年 - ボストンマラソンで、日本の山田敬蔵が2時間18分51秒のタイム（当時の世界最高記録とされたが、後に距離不足が判明）で優勝。
- 1954年 - 第1回全日本自動車ショウが開催される。
- 1959年 - 東海道新幹線起工式。
- 1959年 - 日本初の修学旅行専用電車「ひので」「きぼう」が運行開始。
- 1965年 - 青年海外協力隊の事務局が創設される。（青年海外協力隊の日）
- 1966年 - 国鉄の在来線全線に自動列車停止装置 (ATS) の設置を完了。
- 1967年 - アメリカの無人探査機「サーベイヤー3号」が月面に着陸。
- 1971年 - 国鉄常磐線の綾瀬駅 - 我孫子駅間で複々線化が完成。同時に帝都高速度交通営団千代田線と相互直通運転を開始。
- 1972年 - アメリカの宇宙船「アポロ16号」が月面に着陸[4]。
- 1974年 - 日本と中華人民共和国が北京で日中航空協定に調印。同年5月24日に発効。
- 1974年 - 広島県賀茂郡西条町・志和町・高屋町・八本松町が合併し、東広島市制施行。
- 1974年 - 東京国立博物館で『モナ・リザ』の公開が始まる[5]。同年6月10日まで開催。
- 1978年 - 大韓航空機銃撃事件。
- 1982年 - 福岡市地下鉄空港線延長部（天神駅 - 中洲川端駅間）、箱崎線（中洲川端駅 - 呉服町駅間）開業[6]。
- 1989年 - 朝日新聞珊瑚記事捏造事件: 朝日新聞で沖縄の珊瑚への落書きが報道される。のち、報道した記者自身が傷付けたと分かり大きな不祥事に発展。
- 1992年 - セビリア万博が開幕。10月12日まで。
- 1999年 - コロンバイン高校銃乱射事件: アメリカ・コロラド州ジェファーソン郡のコロンバイン高校で銃乱射事件が起きる。
- 2000年 - 都営地下鉄12号線・新宿駅 - 国立競技場駅間が延伸。同時に都営12号線から線名変更し大江戸線として開業。
- 2005年 - 福岡県西方沖地震の最大余震M5.8が発生[7]。
- 2006年 - 北海道ちほく高原鉄道ふるさと銀河線がこの日の運転を最後に全線廃止。
- 2010年 - メキシコ湾原油流出事故が発生。
- 2010年 - 富山市会社役員夫婦放火殺人事件が発生。
- 2012年 - 秋田県鹿角市の秋田八幡平クマ牧場で脱走したヒグマ2頭に飼育員2人が襲われ死亡。
- 2016年 - 囲碁棋士の井山裕太が日本の囲碁界史上初のタイトル七冠独占を達成[8]。
- 2016年 - 国土交通省が、三菱自動車工業の軽自動車計62万5000台について、燃費試験における不正行為があったという同社の報告を受け、愛知県岡崎市にある三菱自動車の技術センターに立ち入り検査を実施した[9]。 軽自動車4車種における燃費不正を公表。

## 誕生日

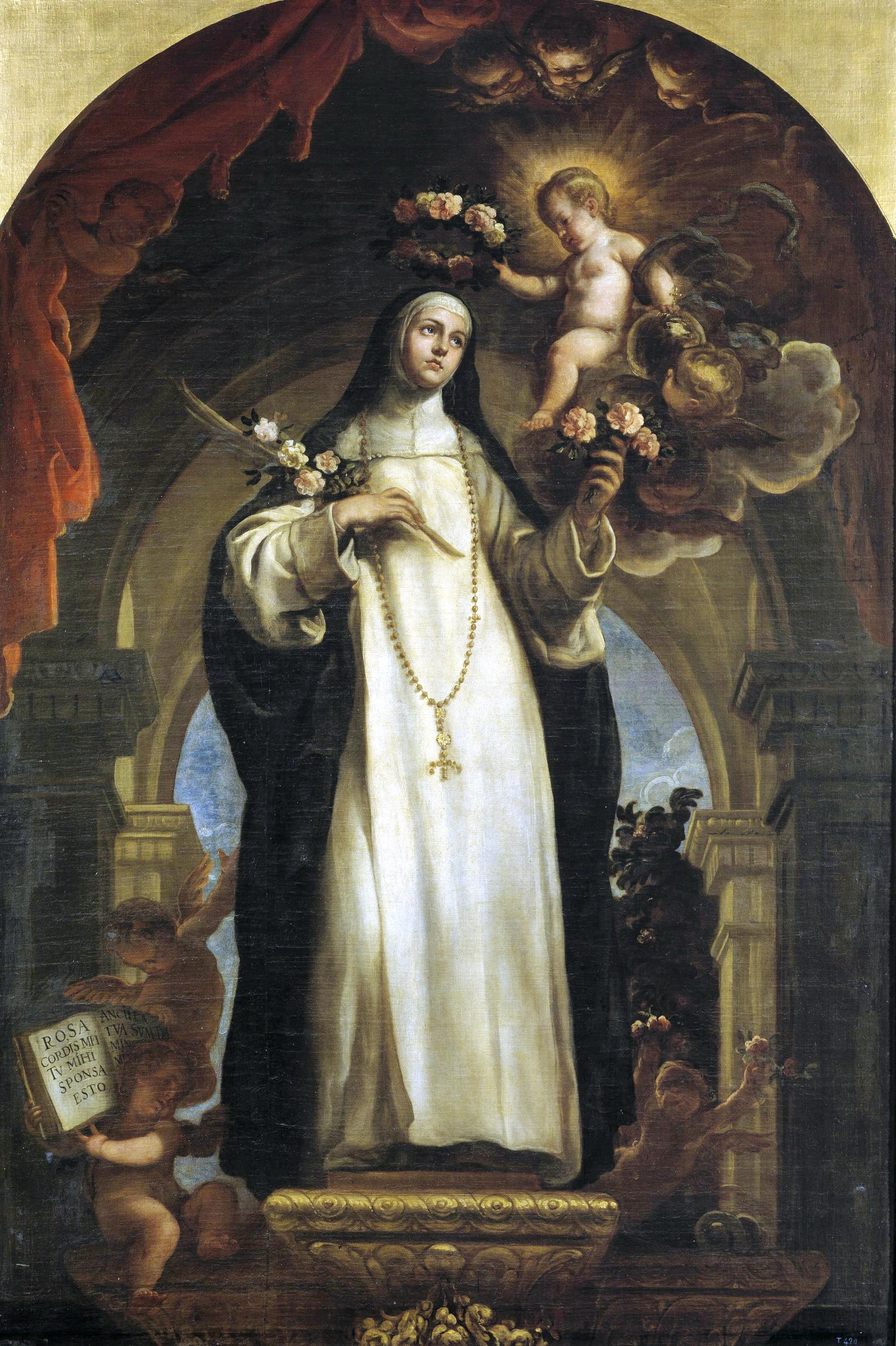
聖人リマのローザ(1586-1617)誕生。

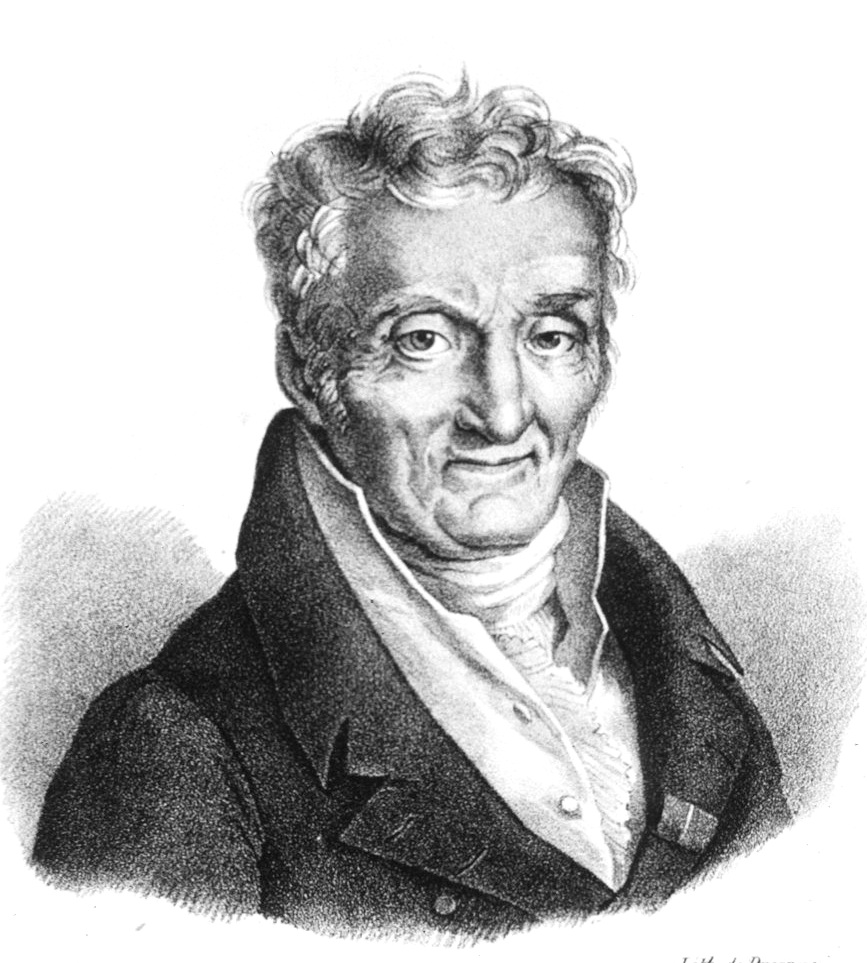
「精神病患者を鎖から解き放った」精神科医、フィリップ・ピネル(1745-1826)誕生。

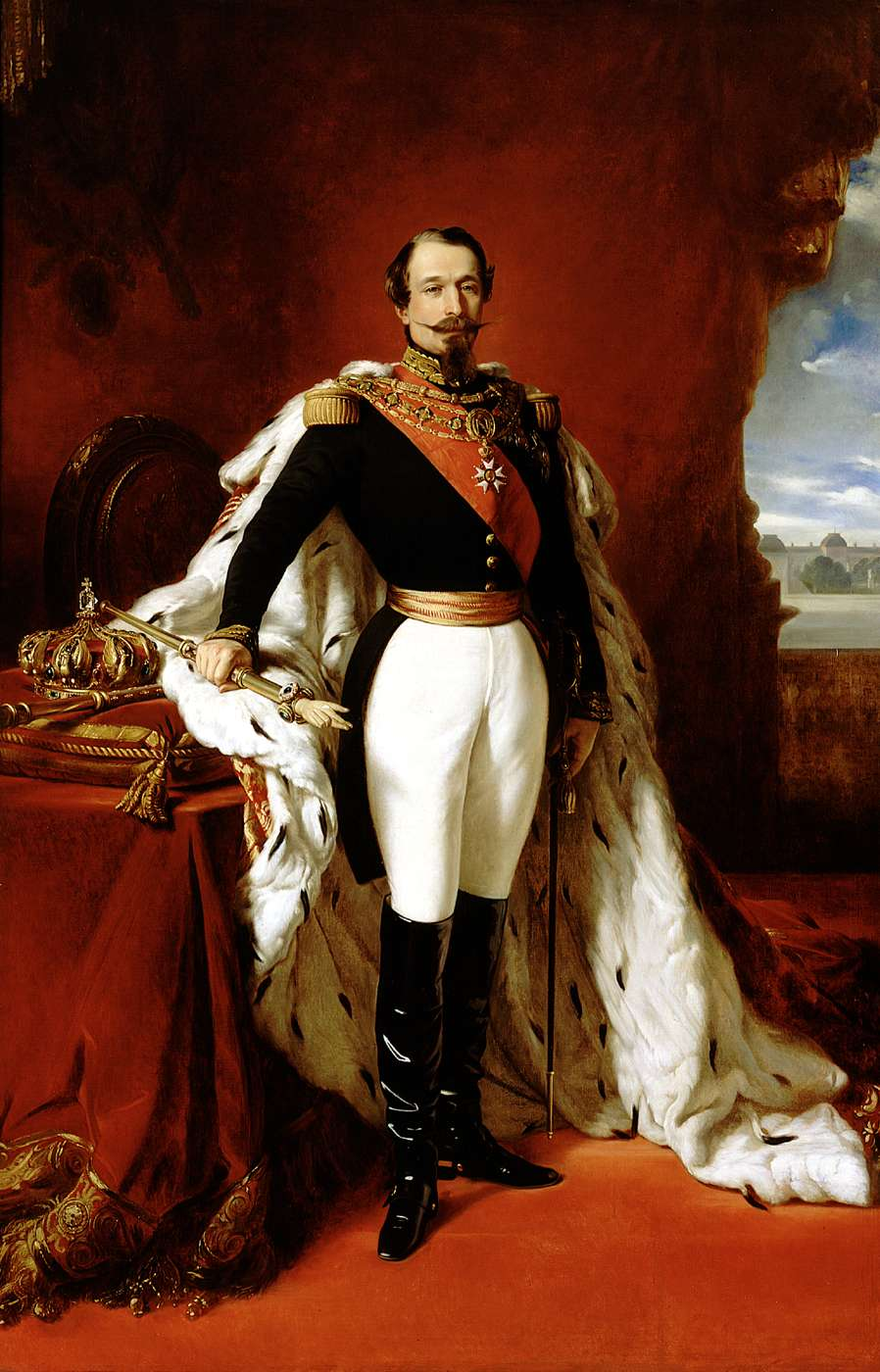
ナポレオン3世(1808-1873)誕生。画像の肖像画家フランツ・ヴィンターハルター(1805-1873)も4月20日生まれ。

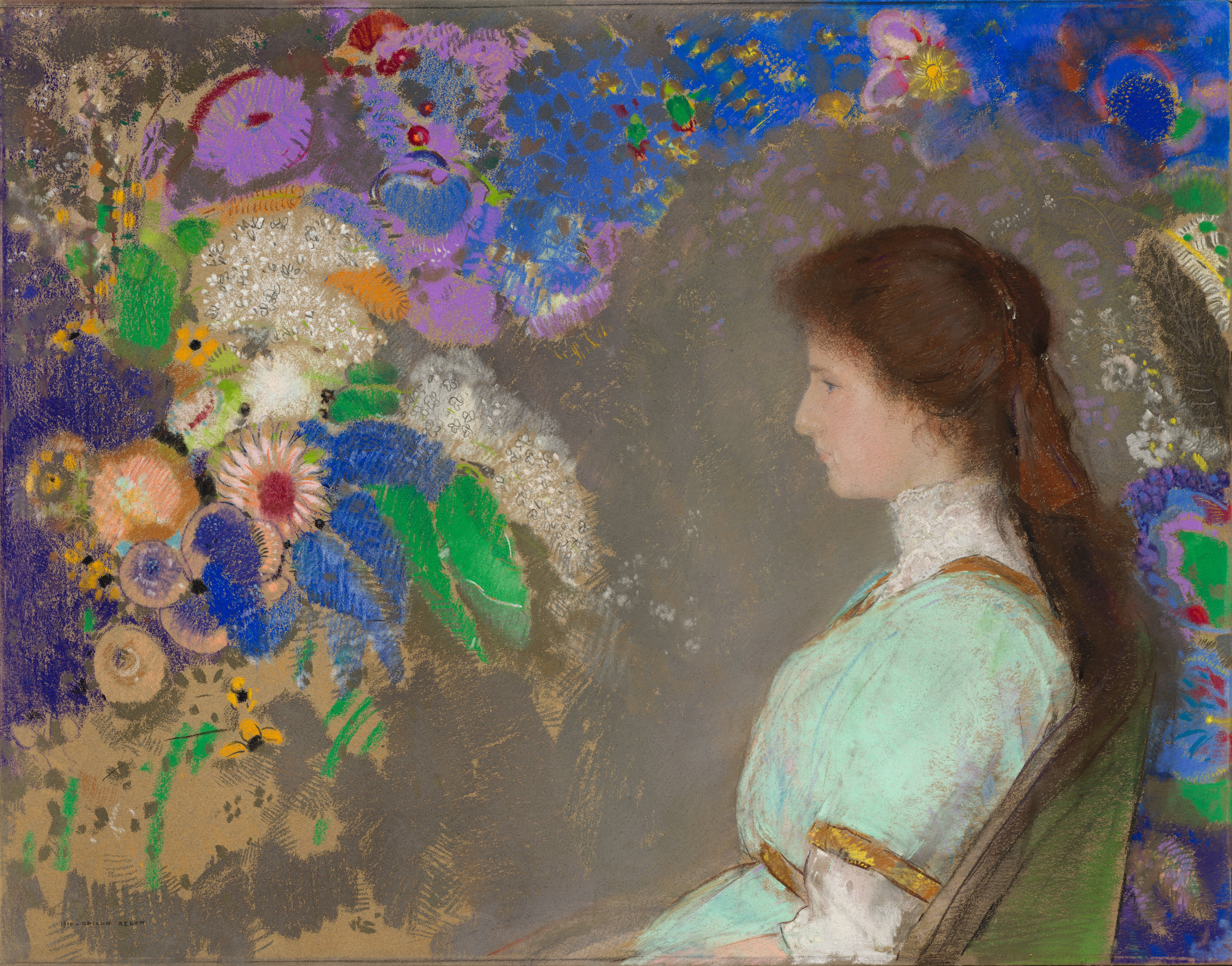
画家オディロン・ルドン(1840-1916)誕生。画像は『Portrait of Violette Heymann』(1910)

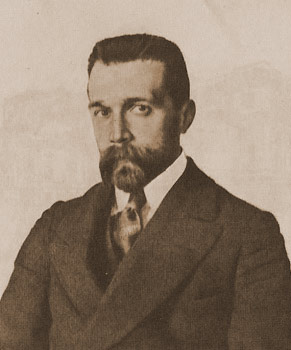
27曲の交響曲を残した作曲家ニコライ・ミャスコフスキー(1881-1950)誕生。

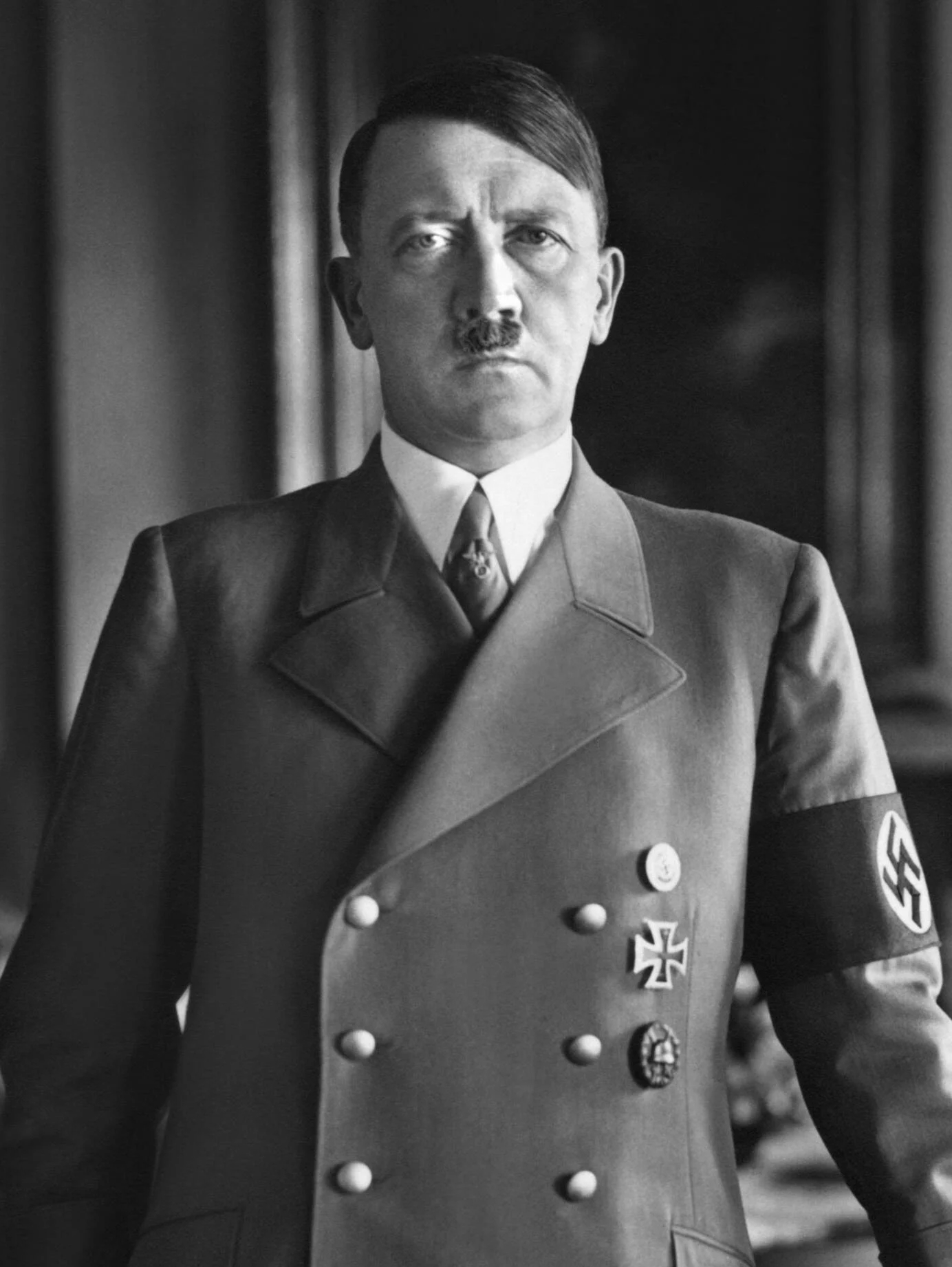
アドルフ・ヒトラー(1889-1945)誕生。

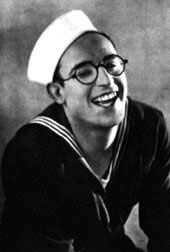
コメディアン、ハロルド・ロイド(1893-1971)誕生。

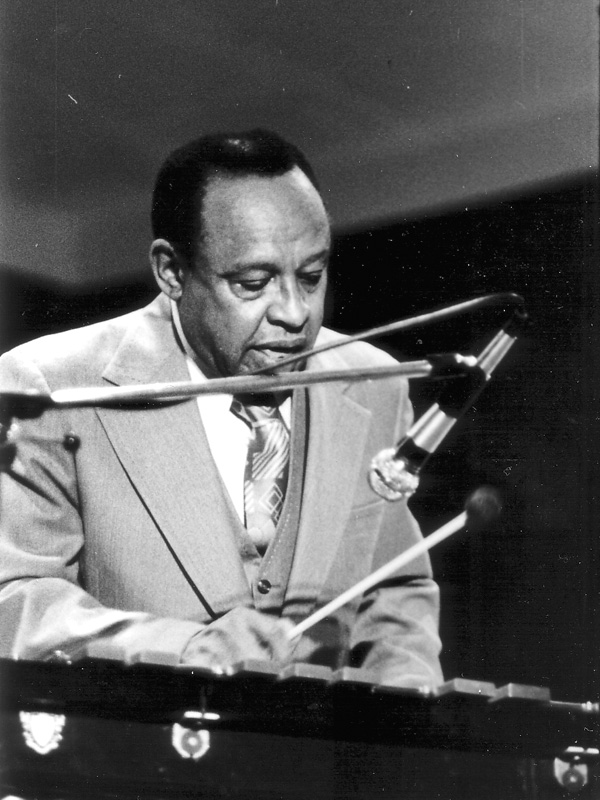
ジャズ・ヴィブラフォンの第一人者、ライオネル・ハンプトン(1908-2002)誕生。

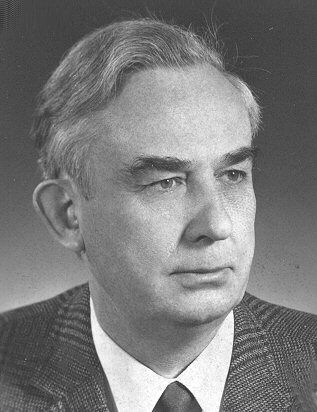
分岐学を創始した動物学者、ヴィリー・ヘニッヒ(1913-1976)誕生。

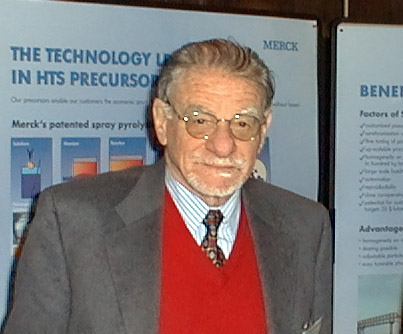
高温超伝導体発見の先駆けとなった物理学者、カール・アレクサンダー・ミュラー(1927-2023)誕生。

### 人物
- 1586年 - リマのローザ、カトリック教会の聖人（+ 1617年）
- 1633年（寛永10年3月12日） - 後光明天皇、第110代天皇（+ 1654年）
- 1745年 - フィリップ・ピネル、精神科医（+ 1826年）
- 1757年（宝暦7年3月3日） - 戸沢正親、第8代新庄藩主（+ 1796年）
- 1776年（安永5年3月3日） - 青木一貞、第10代麻田藩主（+ 1831年）
- 1779年（宝暦7年3月4日） - 松平信愛、第6代上山藩主（+ 1805年）
- 1805年 - フランツ・ヴィンターハルター、画家（+ 1873年）
- 1808年 - ナポレオン3世、フランス皇帝（+ 1873年）
- 1820年（文政3年3月8日） - 秋元志朝、初代館林藩主（+ 1876年）
- 1839年 - カロル1世、初代ルーマニア国王（+ 1914年）
- 1840年 - オディロン・ルドン、画家（+ 1916年）
- 1844年（弘化元年3月3日） - 幸野楳嶺、日本画家（+ 1895年）
- 1851年 - Young Tom Morris、ゴルファー（+ 1875年）
- 1860年 - Ludwig Gattermann、 化学者（+ 1920年）
- 1863年 - 三田俊次郎、医師、教育者、政治家（+ 1942年）
- 1868年 - シャルル・モーラス、アクション・フランセーズ主催者（+ 1952年）
- 1872年 - 釘宮辰生、牧師（+1947年）
- 1873年 - ヴォイチェフ・コルファンティ、ポーランドの民族運動家、政治家（+ 1939年）
- 1881年（ユリウス暦4月8日） - ニコライ・ミャスコフスキー、作曲家（+ 1950年）
- 1888年 - 高橋伊望、海軍中将（+1947年）
- 1889年 - アドルフ・ヒトラー、ナチス・ドイツの総統（+ 1945年）
- 1891年 - デイブ・バンクロフト、元プロ野球選手（+ 1972年）
- 1893年 - ジョアン・ミロ（ホアン・ミロ）、画家（+ 1983年）
- 1893年 - 高津正道、社会運動家、政治家（+ 1974年）
- 1893年 - ハロルド・ロイド、俳優（+ 1971年）
- 1896年 - 松田権六、漆芸家（+ 1976年）
- 1901年 - ミシェル・レリス、詩人、民族学者（+ 1990年）
- 1903年 - 入江啓四郎、国際法学者（+ 1978年）
- 1904年 - ジョージ・スティビッツ、計算機科学者（+ 1995年）
- 1905年 - 辰巳柳太郎、俳優（+ 1989年）
- 1905年 - アルブレヒト・ウンゼルト、天体物理学者（+ 1995年）
- 1906年 - 赤坂小梅、歌手（+ 1992年）
- 1907年 - 安部三史、医学者、元北海道医療大学学長（+ 1993年）
- 1908年 - ライオネル・ハンプトン、ジャズヴィブラフォン奏者（+ 2002年）
- 1910年 - 高山英華、都市計画家、建築家（+ 1999年）
- 1912年 - 前田喜代士、プロ野球選手（+ 1938年）
- 1913年 - ヴィリー・ヘニッヒ、動物学者（+ 1976年）
- 1913年 - 大横田勉、水泳選手（+ 1994年）
- 1917年 - 三宅徳嘉、フランス語学者、フランス文学者（+ 2003年）
- 1918年 - カイ・シーグバーン、物理学者（+ 2007年）
- 1920年 - ハインツ・シュミット、ドイツ空軍のエース・パイロット（+ 1943年）
- 1920年 - 小笠原貞子、政治家（+ 1995年）
- 1920年 - 富沢幹雄、将棋棋士（+ 1998年）
- 1921年 - 犬養道子、評論家（+ 2017年）
- 1923年 - ティト・プエンテ、マンボミュージシャン（+ 2000年）
- 1924年 - ニナ・フォック、女優（+ 2008年）
- 1925年 - 八木治郎、アナウンサー（+ 1983年）
- 1926年 - 佐々木満、政治家（+ 2022年）
- 1926年 - 杉村隆、医学者（+ 2020年）
- 1926年 - 松田博明、アマチュア野球指導者（+ 2003年）
- 1927年 - カール・アレクサンダー・ミュラー、物理学者（+ 2023年）
- 1927年 - 塚本三郎、政治家（+ 2020年）
- 1927年 - フィル・ヒル、F1レーサー（+ 2008年）
- 1928年 - ロバート・バーン、チェスプレーヤー（+ 2013年）
- 1928年 - チャールズ・デービッド・キーリング、化学者（+ 2005年）
- 1929年 - 永井一正、グラフィックデザイナー
- 1929年 - 郷静子、小説家（+ 2014年）
- 1929年 - 増田敏男、政治家
- 1930年 - 岩本尭、元プロ野球選手
- 1931年 - 前田愛、文芸評論家（+ 1987年）
- 1931年 - カールトン半田、元プロ野球選手
- 1931年 - 戸塚睦夫、喜劇俳優（+ 1973年）
- 1932年 - 瀬尾脩、撮影技師（+ 2014年）
- 1934年 - 橘田規、プロゴルファー（+ 2003年）
- 1935年 - 中江真司、声優、ナレーター（+ 2007年）
- 1936年 - 伊藤誠、経済学者（+ 2023年）
- 1937年 - 恩田恵美子、俳優
- 1937年 - ジョージ・タケイ、俳優
- 1937年 - 花沢英雄、元プロ野球選手
- 1937年 - 若駒健三、大相撲関取（+ 2019年）
- 1938年 - 五代目三遊亭遊朝、落語家
- 1938年 - ベティ・カスバート、陸上競技選手（+ 2017年）
- 1940年 - 岡崎宏司、自動車評論家
- 1940年 - 川嶋辰彦、経済学者、文仁親王妃紀子の父（+ 2021年）
- 1941年 - ライアン・オニール、俳優（+ 2023年）
- 1943年 - 久松文雄、漫画家（+ 2021年）
- 1943年 - ジョン・エリオット・ガーディナー、指揮者
- 1943年 - イーディ・セジウィック、女優、ファッションモデル（+ 1971年）
- 1944年 - 丹羽雄哉、政治家
- 1944年 - 千葉仁、剣道家（+ 2016年）
- 1946年 - サンドロ・キア、画家、彫刻家
- 1946年 - 山下慶徳、元プロ野球選手
- 1947年 - 室越健美、洋画家、多摩美術大学名誉教授（+ 2020年）
- 1948年 - 北岡伸一、政治学者
- 1948年 - 成重春生、元プロ野球選手
- 1948年 - ポール・ミルグロム、経済学者、ノーベル経済学賞受賞者
- 1949年 - 松原秀行、小説家、随筆家
- 1949年 - マッシモ・ダレマ、政治家、元イタリア首相
- 1949年 - ジェシカ・ラング、女優
- 1949年 - 中新井明、元プロ野球選手
- 1949年 - 石村賢二郎、元プロ野球選手
- 1949年 - 鈴木望、官僚、政治家、教育者、元静岡県磐田市長（+ 2024年）
- 1949年 - トーラー・クランストン、フィギュアスケート選手、芸術家（+ 2015年）
- 1951年 - ルーサー・ヴァンドロス、ミュージシャン（+ 2005年）
- 1951年 - 小林秀一、元野球選手
- 1952年 - 神田紅、講談師
- 1952年 - 富田倫生、作家（+2013年）
- 1953年 - 西田俊英、日本画家、 広島市立大学名誉教授
- 1953年 - 花岡千春、ピアニスト
- 1955年 - スバンテ・ペーボ、生物学者
- 1956年 - 森裕子、政治家
- 1956年 - 田中久義、元プロ野球選手
- 1956年 - 倉石平、元バスケットボール選手
- 1958年 - 江崎洋一郎、政治家
- 1959年 - 片山まさゆき、漫画家
- 1959年 - ユウジ・オクモト、俳優
- 1959年 - クリストファー・ネメス、ファッションデザイナー
- 1960年 - 川原由美子、漫画家
- 1961年 - ドン・マッティングリー、元プロ野球選手
- 1961年 - 阿部慶二、元プロ野球選手
- 1962年 - 金城博和、元プロ野球選手
- 1962年 - シーグルズル・インギ・ヨハンソン、政治家、アイスランド首相
- 1964年 - 大輝ゆう、女優、元宝塚歌劇団星組男役
- 1964年 - 旭堂南海、講談師
- 1964年 - 大山雄三、プロゴルファー
- 1964年 - 永友香奈子、元プロレスラー
- 1964年 - クリスピン・グローヴァー、俳優、映画監督
- 1964年 - アンディ・サーキス、俳優
- 1964年 - ジミー・ジョーンズ、元プロ野球選手
- 1964年 - ロザリン・サムナーズ、フィギュアスケート選手
- 1965年 - 吉井理人、元プロ野球選手、監督
- 1966年 - 乱橋幸仁、元プロ野球選手
- 1966年 - デイヴィッド・チャーマーズ、哲学者
- 1966年 - デビット・ファイロ、実業家、Yahoo!のチーフ
- 1967年 - 倉沢淳美、タレント
- 1967年 - ヤマザキマリ、漫画家
- 1967年 - マイク・ポートノイ、ドラマー (ドリーム・シアター)
- 1968年 - 紀里谷和明、写真家、映画監督
- 1968年 - 西川忠志、俳優
- 1969年 - 大沢樹生、俳優
- 1969年 - 遠藤直人、歌手、俳優
- 1970年 - 高山智司、政治家
- 1971年 - 大旗一生、タレント
- 1971年 - 間橋健生、元バスケットボール選手、指導者
- 1971年 - 鈴木孝志、調教師
- 1972年 - コウメ太夫、お笑いタレント
- 1972年 - カルメン・エレクトラ、モデル、女優
- 1972年 - イリーナ・ロマノワ、フィギュアスケート選手
- 1973年 - 斉藤俊秀、元サッカー選手、指導者
- 1973年 - 高橋洋子、総合格闘家
- 1973年 - 目黒大樹、俳優
- 1973年 - 加藤幸子、ファッションモデル
- 1973年 - 小仲正重、テレビプロデューサー
- 1974年 - 大山由里香、プロボウラー
- 1974年 - 桜井亜弓、歌手、女優
- 1974年 - 保坂俊彦、彫刻家
- 1974年 - 鬼木達、元サッカー選手、指導者
- 1974年 - エリザベータ・ステコルニコワ、フィギュアスケート選手
- 1974年 - 姜東佑、元プロ野球選手
- 1975年 - 楠田大蔵、政治家
- 1976年 - 宇治原史規、お笑いタレント（ロザン）
- 1976年 - 五島裕二、元プロ野球選手
- 1976年 - 安永聡太郎、サッカー選手
- 1976年 - シェイ・ギヴン、サッカー選手
- 1976年 - 西本理一、声優
- 1977年 - HIRO、元大相撲力士、お笑いタレント（安田大サーカス）
- 1977年 - 阿部浩貴、お笑いタレント（アップダウン）
- 1977年 - 月亭八光、落語家、タレント
- 1977年 - 小宮理英、元タレント
- 1977年 - リサ・アーバイン、フィギュアスケート選手、審判
- 1978年 - 黒田美礼、元タレント
- 1978年 - 小尾昌也、元俳優
- 1978年 - 梶原康司、元プロ野球選手
- 1978年 - 滝澤邦彦、元サッカー選手
- 1978年 - 三原廣樹、元サッカー選手
- 1978年 - なめたらいかんぜよ。MARI、お笑いタレント
- 1978年 - マット・オースティン、俳優
- 1979年 - 豊平有香、アナウンサー
- 1979年 - 白田信幸、フードファイター
- 1979年 - 木舩香織、元タレント
- 1979年 - 佐伯亮、野球選手
- 1981年 - 村山千代、アナウンサー
- 1981年 - huke、イラストレーター
- 1982年 - 神谷涼、女優、アイドル
- 1982年 - 鈴木重輝、俳優
- 1982年 - 石橋尚登、元プロ野球選手
- 1982年 - 長島圭一郎、元スピードスケート選手
- 1982年 - 赤司大輔、サッカー選手
- 1983年 - 岩橋勇二、騎手
- 1983年 - 後藤美菜子、アナウンサー
- 1983年 - 牧戸太郎、作曲家、編曲家
- 1983年 - ミランダ・カー、ファッションモデル
- 1984年 - タイソン・グリフィン、総合格闘家
- 1984年 - 宇賀那健一、俳優、映画監督、脚本家
- 1985年 - 篠田純平、元プロ野球選手
- 1986年 - 竹谷祥、声優
- 1986年 - 吉澤佑哉、元サッカー選手
- 1987年 - イアン・トーマス、プロ野球選手
- 1988年 - リッキー・マルティネス、プロ野球選手
- 1988年 - 豊後葵、プロ雀士
- 1988年 - タツ、AV男優
- 1989年 - クルズ・アヤラ、プロ野球選手
- 1989年 - まえだゆう、元タレント（元predia）
- 1989年 - 石山アンジュ、社会活動家
- 1990年 - アマンダ・ニランダー、フィギュアスケート選手
- 1990年 - 小田ひとみ、グラビアアイドル
- 1990年 - 村上麻莉奈、タレント、レースクイーン（元predia）
- 1990年 - ル・ハン、俳優、歌手（元EXO）
- 1991年 - 野中美郷、実業家、元アイドル（元AKB48）
- 1991年 - 野上結貴、サッカー選手
- 1992年 - 小原ブラス、タレント、コラムニスト
- 1992年 - 塩崎桐加、ボートレーサー
- 1992年 - 木村謙吾、元プロ野球選手
- 1992年 - オクタヴィウス・フリーマン、陸上競技選手
- 1992年 - ドリュー・ロビンソン、元プロ野球選手
- 1993年 - 草刈麻有、女優、モデル
- 1993年 - 荒野拓馬、サッカー選手
- 1994年 - アリ・カヤ、陸上競技選手
- 1994年 - 松浦景子、喜劇女優、タレント
- 1994年 - 京田陽太、プロ野球選手
- 1994年 - 後呂有紗、アナウンサー
- 1995年 - ジャン・マリー・ドングー、サッカー選手
- 1997年 - アレクサンダー・ズベレフ、テニス選手
- 1997年 - 齋藤慎太郎、アナウンサー
- 1997年 - 柳町達、プロ野球選手
- 1998年 - 髙橋壱晟、サッカー選手
- 1999年 - 郷田芽瑠、元子役
- 1999年 - 星乃莉子、AV女優
- 1999年 - 杉本華唯、プロアイスホッケー選手
- 2000年 - 鍬田一雅、サッカー選手
- 2000年 - 平戸海雄貴、大相撲力士
- 2000年 - 権平優斗、プロアイスホッケー選手
- 2001年 - 香音、女優、ファッションモデル、タレント
- 2002年 - 林佑香、タレント
- 2002年 - ジェイ、アイドル（ENHYPEN）
- 2003年 - 吉武美佳、バレーボール選手
- 2004年 - 進藤あまね、声優（Morfonica、蓮ノ空女学院スクールアイドルクラブ）
- 2004年 - 石栗奏美、アイドル（OCHA NORMA）
- 生年不詳 - 島みやえい子、歌手
- 生年不詳 - 汝鳥伶、女優、宝塚歌劇団専科
- 生年不詳 - 吉岡小鼓音、女優
- 生年不詳 - 松山ユイ、声優

### 人物以外
- 1988年 - トウカイテイオー、競走馬（+ 2013年）
- 2009年 - フェノーメノ、競走馬

## 忌日

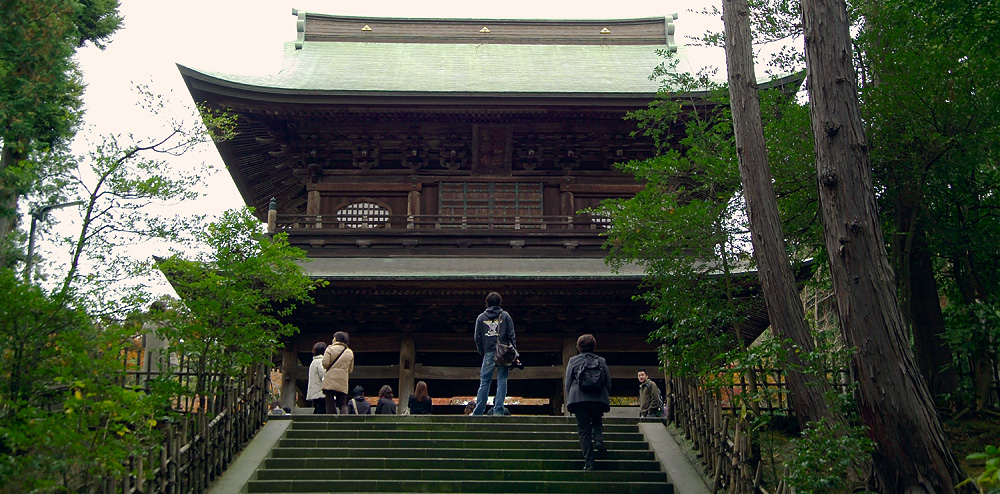
鎌倉幕府第8代執権北条時宗(1251-1284)没。画像は、墓所のある円覚寺。

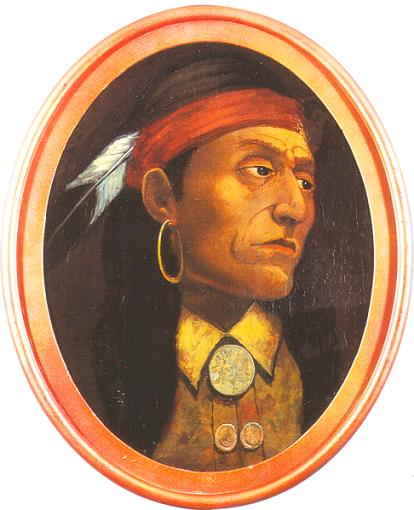
オタワ族の指導者オブワンディヤグ酋長(1720-1769)、殺害される。

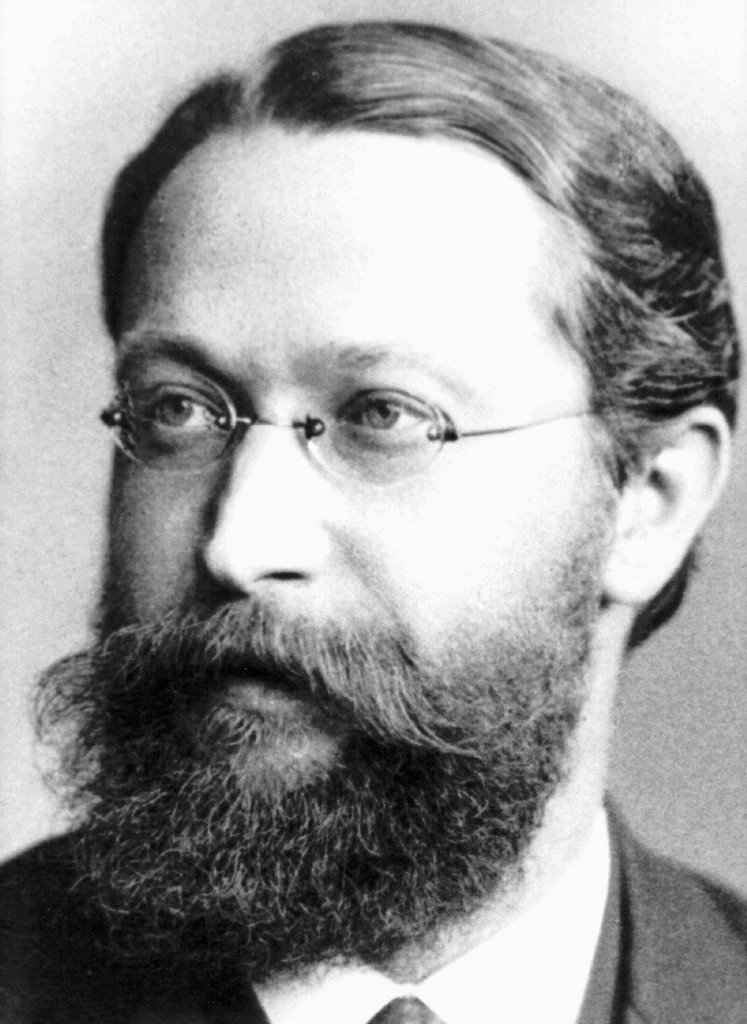
物理学者フェルディナント・ブラウン(1850-1918)没。ブラウン管を発明。

- 1284年（弘安7年4月4日） - 北条時宗、鎌倉幕府第8代執権（* 1251年）
- 1314年 - クレメンス5世、第195代ローマ教皇（* 1264年）
- 1643年 - クリストフ・デマンティウス、作曲家（* 1567年）
- 1707年 - ヨハン・クリストフ・デンナー、楽器製作者、クラリネット発明者（* 1655年）
- 1769年 - オブワンディヤグ、ネイティブ・アメリカンオタワ族の指導者（* 1720年）
- 1786年 - ジョン・グッドリック、天文学者（* 1764年）
- 1812年 - ジョージ・クリントン、軍人、政治家（* 1739年）
- 1821年 - フランツ・アシャール（英語版）、化学者、テンサイから砂糖を製造（* 1753年）
- 1831年 - ルイジ・ローランド、解剖学者（* 1773年）
- 1842年 - ボン・アドリアン・ジャノー・ド・モンセー、フランス帝国元帥（* 1754年）
- 1873年 - ヘンリー・ベンス・ジョーンズ（英語版）、医師、化学者、ベンス・ジョーンズ蛋白発見者（* 1813年）
- 1881年 - ウィリアム・バージェス、建築家、デザイナー（* 1827年）
- 1882年 - トゥイスコン・ツィラー、教育学者（* 1817年）
- 1885年 - リチャード・アンズデル、画家（* 1815年）
- 1885年 - グスタフ・ナハティガル、探検家（* 1823年）
- 1898年 - 伊集院兼寛、日本の子爵（* 1838年）
- 1899年 - シャルル・フリーデル、化学者（* 1832年）
- 1901年 - パウル・ゲオルク・フォン・メレンドルフ、言語学者、外交官（* 1847年）
- 1908年 - ヘンリー・チャドウィック、歴史家、スポーツライター（* 1824年）
- 1912年 - ブラム・ストーカー、小説家（* 1847年）
- 1918年 - フェルディナント・ブラウン、物理学者（* 1850年）
- 1920年 - ドミトリー・イワノフスキー、微生物学者（* 1864年）
- 1925年 - 久野久、ピアニスト（* 1886年）
- 1932年 - ジュゼッペ・ペアノ、数学者、ペアノの公理を定義（* 1858年）
- 1933年 - 馬越恭平、実業家（* 1844年）
- 1947年 - クリスチャン10世、デンマーク王（* 1870年）
- 1948年 - 米内光政、軍事、政治家、第37代内閣総理大臣（* 1880年）
- 1951年 - 前田夕暮、歌人（* 1883年）
- 1955年 - 下村湖人、小説家（* 1884年）
- 1964年 - アウグスト・ザンダー、写真家（* 1876年）
- 1965年 - 高津弌、歯科医師、評論家（* 1894年）
- 1965年 - 三島通陽、小説家、劇作家、政治家（* 1897年）
- 1968年 - 谷村貞治、実業家、政治家、新興製作所創業者、谷村学院高等学校（現・花巻東高等学校）設立者（* 1896年）
- 1970年 - パウル・ツェラン、詩人（* 1920年）
- 1971年 - 内田百閒、小説家（* 1889年）
- 1973年 - エリーザベト・ハウプトマン、脚本家、劇作家（* 1897年）
- 1978年 - 朝倉希一、鉄道技術者（* 1883年）
- 1981年 - 竹内道之助、出版人、三笠書房創業者（* 1902年）
- 1991年 - バッキー・ウォルターズ、元プロ野球選手（* 1909年）
- 1991年 - ドン・シーゲル、映画監督（* 1912年）
- 1991年 - 塩田英二郎、漫画家（* 1921年）
- 1991年 - 海老原博幸、プロボクサー（* 1940年）
- 1991年 - スティーヴ・マリオット、ロック歌手、ギタリスト（* 1947年）
- 1992年 - 冲中重雄、内科学者、東京大学名誉教授（* 1902年）
- 1993年 - 勝木司馬之助、医師、宮崎医科大学（現・宮崎大学医学部）初代学長（* 1907年）
- 1993年 - カンティンフラス、俳優、コメディアン（* 1911年）
- 1995年 - ミロヴァン・ジラス、政治家、理論家（* 1911年）
- 1996年 - 川路龍子、女優、元松竹歌劇団男役スター（* 1915年）
- 1996年 - 大内淳義、実業家、元日本電気社長（* 1919年）
- 1996年 - Christopher Robin Milne、『クマのプーさん』のクリストファー・ロビンのモデル（* 1920年）
- 1998年 - 稲葉義男、俳優（* 1920年）
- 1999年 - 小宮武喜、政治家（* 1916年）
- 1999年 - リック・ルード、プロレスラー（* 1958年）
- 2000年 - 東由多加、劇作家（* 1945年）
- 2001年 - ジュゼッペ・シノーポリ、指揮者（* 1946年）
- 2002年 - 笠原潤一、政治家（* 1932年）
- 2003年 - ベルンハルト・カッツ、生理学者（* 1911年）
- 2003年 - 加藤大治郎、バイクレーサー、2001年ロードレース世界選手権250ccクラスチャンピオン（* 1976年）
- 2004年 - 竹内均、地球物理学者（* 1920年）
- 2004年 - 石川緑、元プロ野球選手（* 1934年）
- 2005年 - 丹羽文雄、小説家（* 1904年）
- 2005年 - 三木忠直、海軍軍人、工学者、爆撃機銀河・特攻機桜花・新幹線開発者（* 1909年）
- 2005年 - 武山泰雄、ジャーナリスト（* 1923年）
- 2005年 - 岡本敏子、作家（* 1926年）
- 2006年 - キャスリーン・アントネッリ、プログラマー（* 1921年）
- 2006年 - スタンレー・ヒラ―（英語版）、ヘリコプター開発者（* 1924年）
- 2007年 - 植田新也、実業家、元産経新聞社社長・司馬遼太郎記念財団常務理事（* 1929年）
- 2007年 - アンドリュー・ヒル、ジャズピアニスト、作曲家（* 1931年）
- 2007年 - 浅野祥之、ギタリスト（* 1959年）
- 2008年 - 土倉麻、陸上競技選手（* 1914年）
- 2009年 - 清水由貴子、歌手、女優、タレント（* 1959年）
- 2011年 - 東儀俊美、雅楽師、元宮内庁首席楽長（* 1929年）
- 2011年 - 荒川聡子、珍スポット愛好家、ライター、薬剤師（* 1962年）
- 2012年 - ジョージ・コーワン、物理化学者（* 1920年）
- 2012年 - 八木大介、作家、政治家（* 1926年）
- 2014年 - 篠塚良雄、軍人、反戦運動家（* 1923年）
- 2014年 - ルービン・カーター、プロボクサー（* 1937年）
- 2015年 - 古川清、演劇プロデューサー（* 1939年）
- 2015年 - 加瀬邦彦、ミュージシャン（* 1941年）
- 2016年 - ガイ・ハミルトン、映画監督（* 1922年）
- 2016年 - 戚本禹、政治家（* 1931年）
- 2016年 - 松林靖明、国文学者、元甲南女子大学学長（* 1942年）
- 2016年 - 吉野朔実、漫画家（* 1959年）
- 2016年 - チャイナ、プロレスラー（* 1969年）
- 2017年 - 酒井広、アナウンサー、司会者（* 1926年）
- 2017年 - マグダレーナ・アバカノヴィッチ、彫刻家、画家（* 1930年）
- 2017年 - 曽根幸明、作曲家、編曲家（* 1933年）
- 2017年 - 半田富久、彫刻家（* 1937年）
- 2017年 - ジャーメイン・メイソン、陸上競技選手（* 1983年）
- 2018年 - ウラジーミル・リャホフ、宇宙飛行士（* 1941年）
- 2018年 - 渡辺えりか、プロレスラー （* 1978年）
- 2018年 - アヴィーチー、音楽プロデューサー (*1989年）
- 2019年 - モニール・ファーマンファーマイアン、ガラス工芸家（* 1924年）
- 2019年 - 大牧広、俳人（* 1931年）
- 2019年 - 清ノ森政夫、元大相撲力士、年寄10代木村瀬平（* 1935年）
- 2019年 - 福岡翼、芸能リポーター 、映画評論家（*1940年）
- 2019年 - 金弘一、政治家（* 1948年）
- 2019年 - ジョー・アームストロング、情報工学者、Erlang共同設計者（* 1950年）
- 2020年 - ジャッキー吉川、ドラム奏者（* 1938年）
- 2020年 - 志賀廣太郎、俳優（* 1948年）
- 2021年 - テンペスト・ストーム、バーレスクパフォーマー、女優（* 1928年）
- 2021年 - モンテ・ヘルマン、映画監督、編集技師、映画プロデューサー（* 1929年）
- 2021年 - トム・ロブソン、プロ野球選手（* 1946年）
- 2021年 - イドリス・デビ、軍人、政治家、第4代チャド共和国大統領（* 1952年）
- 2021年 - レスリー・マッコーエン、歌手（* 1955年）
- 2022年 - 韓勝憲、弁護士（* 1934年）
- 2023年 - 米倉健司、プロボクサー、元日本フライ級王者、元OBF（現OPBF）東洋太平洋バンタム級王者、元ヨネクラボクシングジム会長（* 1934年）
- 2023年 - 高野澄、作家（* 1938年）
- 2023年 - ジョゼップ・マリア・フステ、サッカー選手（* 1941年）
- 2023年 - 川満勝弘、歌手（* 1944年）
- 2024年 - 髙田芳行[10]、実業家、SMC創業者（* 1926年）
- 2024年 - ドリーン・マッシー、政治家（* 1938年）
- 2024年 - 木島俊介、美術評論家、共立女子大学名誉教授、元ポーラ美術館館長（* 1939年）
- 2024年 - アンドリュー・デイヴィス、指揮者（* 1944年）
- 2024年 - ゲディミナス・キルキラス、政治家、第13代リトアニア共和国首相（* 1951年）

## 記念日・年中行事

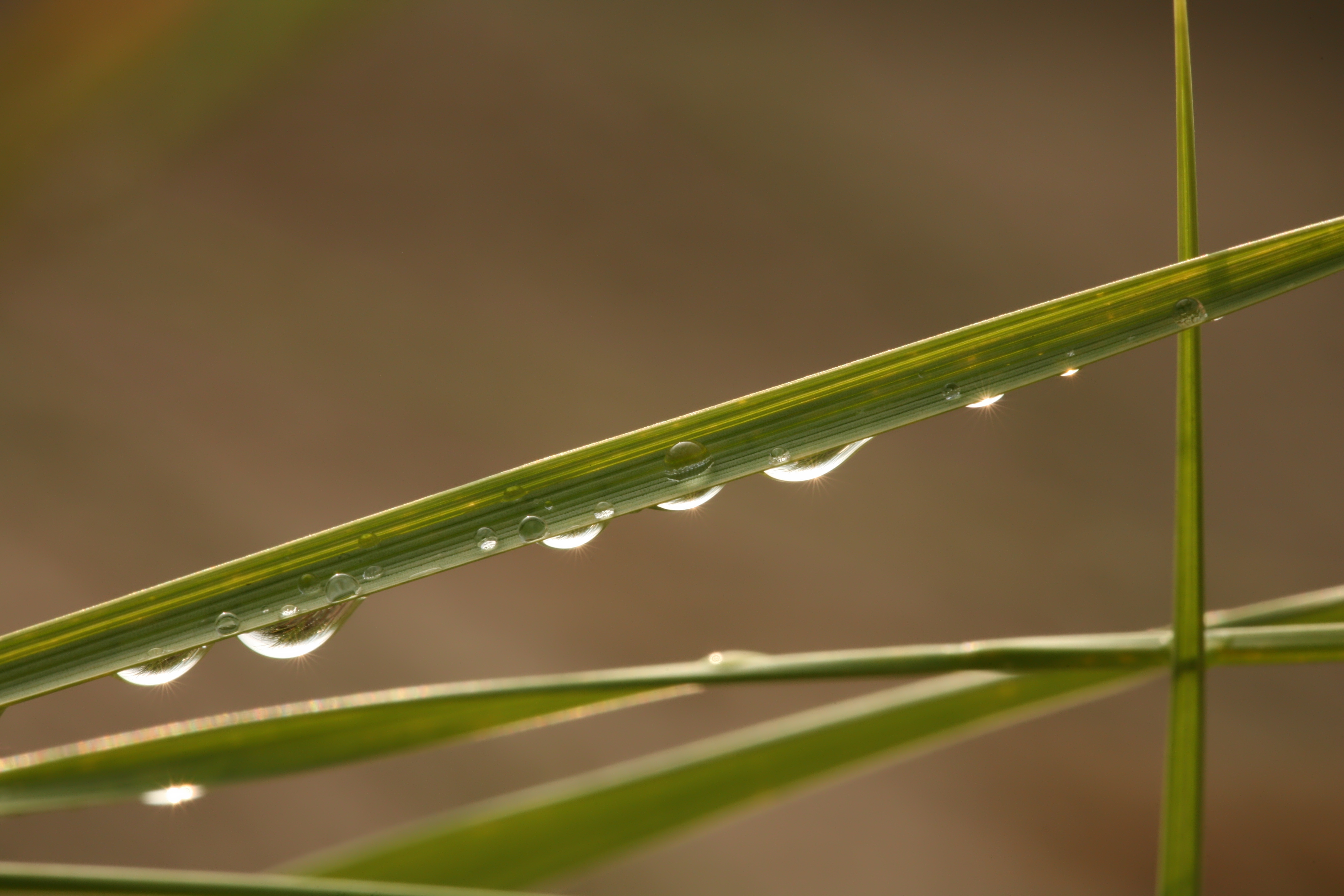
穀雨（20日頃）

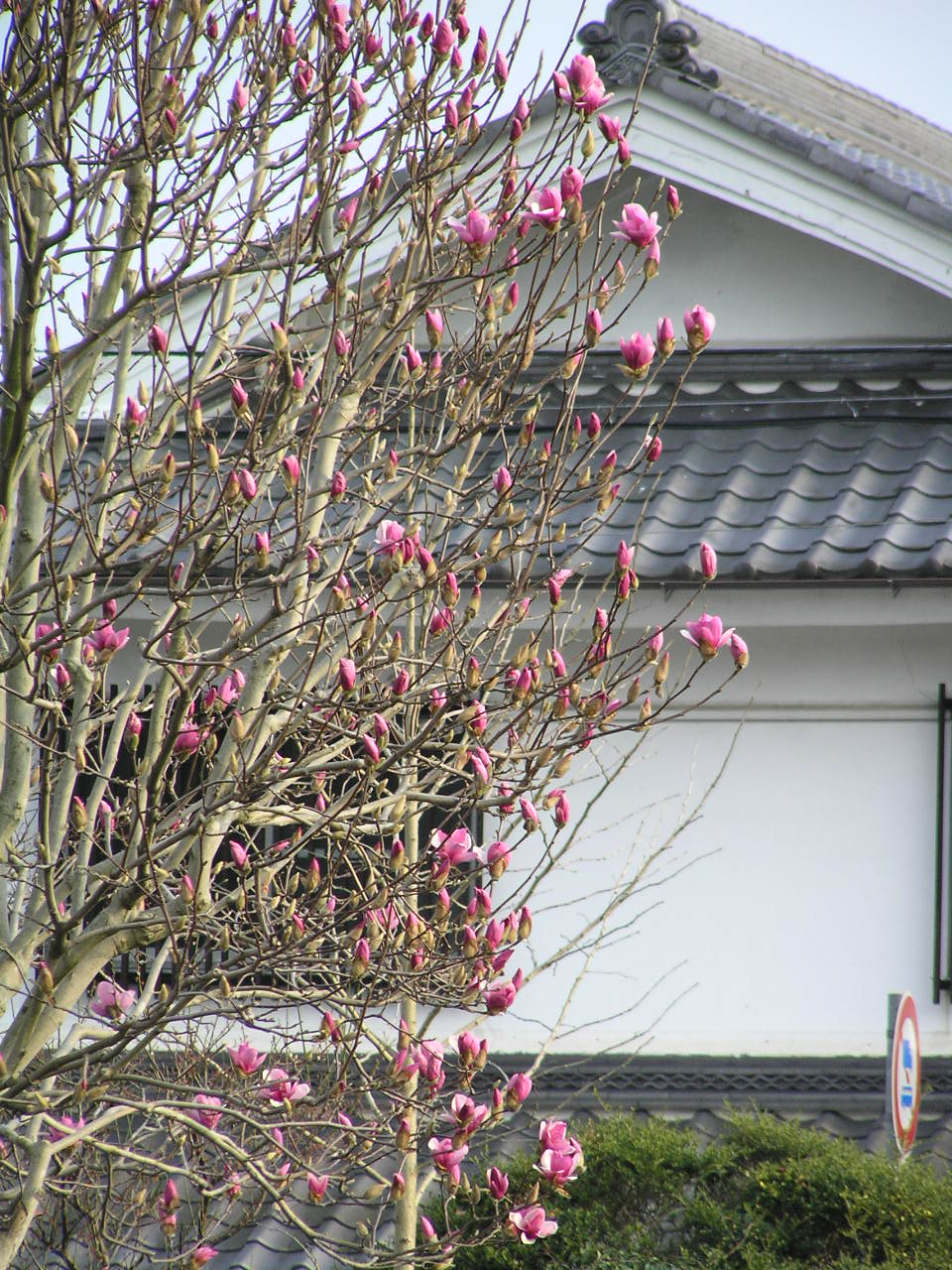
作家、内田百閒(1889-1971)の忌日、木蓮忌。

- 穀雨（ 日本2010年・2011年・2012年・2013年）
二十四節気の1つ。太陽の黄経が30度の時で、田畑の準備が整い、それに合わせて春の雨の降るころ。
- 古川祭（飛騨古川起し太鼓）
岐阜県飛騨市で毎年4月19日から4月20日行われる江戸時代から続く祭り。「起し太鼓」と「屋台行列」から成る[11]。
- 郵政記念日（ 日本）
逓信省が「逓信記念日」として1934年に制定。1871年のこの日に、日本でそれまでの飛脚制度に代わり新しく郵便制度が実施されたことを記念。
- 女子大の日（ 日本）
1901年のこの日、日本初の女子大学である日本女子大学校（現在の日本女子大学）が開校したことにちなむ。
- 珈琲牛乳の日（ 日本）
1923年（大正12年）のこの日に、守山乳業株式会社の創業者である守山謙によって開発された「珈琲牛乳」が、東海道線国府津駅で販売を開始されたことを記念[12]。
- 青年海外協力隊の日（ 日本）
1965年のこの日に青年海外協力隊が発足したことにちなむ。
- 木蓮忌（百忌、百鬼園忌）
内田百閒の忌日（1971年）。東京都中野区金剛寺にある木蓮を詠んだ句碑から木蓮忌とも呼ばれる。
- 四川料理の日（ 日本）
四川フェス実行委員会と中国駐東京観光代表処が、本場の四川料理を日本に広めるため、2019年（平成31年）に制定。制定の由来として、4が「四川」の四であること、4と20の商である80に中国で縁起が良いとされる八が含まれること、さらに80が中国語で「bā shí（バーシー）」と読み、四川方言で「すごくおいしい」を意味する表現と同じ発音となることを挙げている[13]。
- CHILL OUTの日（ 日本）
大阪府大阪市に本社を置き、「地球と人からストレスをなくす」をミッションに掲げるリラクゼーションドリンク「CHILL OUT」の販売を手がける合同会社Endianが制定。冷静になる、落ち着くといった意味の「CHILL OUT（チルアウト）」、略してCHILL（チル）。目まぐるしい日々を生きる現代人に、心地よいチルタイムを過ごしてもらいたいとの想いが込められている。日付は「CHILL OUT」の誕生日である2016年4月20日から。
- 四頭茶会（ 日本）
建仁寺四頭茶礼の起源は、中国の南宋・元の時代、大きな寺院にて行われていた茶礼で、日本には鎌倉時代に栄西禅師が禅と共に伝えられたとされている。江戸時代には建仁寺開山忌（ご命日6月5日）の食事儀礼の一部として行われていた。その後、栄西禅師の誕生日である4月20日に行われるようになり、より広く一般的に知られるようになった[14]。

- マリファナデー（ アメリカ合衆国）
アメリカ合衆国やカナダの大麻のカルチャーにおいて「420」は大麻を指す隠語であり、4月20日にはアメリカの多くの大麻使用者がこの日を祝うために集まる。